# WWE Fastlane
Pour les articles homonymes, voir Fastlane.
WWE Fastlane est un événement annuel de catch (lutte professionnelle) produit par la World Wrestling Entertainment (WWE), une fédération de catch américaine, qui est diffusé en direct et disponible en pay-per-view (PPV) ainsi que sur le WWE Network. Il se déroule chaque année au mois de février. La première édition de cet événement a lieu le 22 février 2015 dans le but de remplacer Elimination Chamber.

## Programmations
Pay-per-view exclusif à Raw
 Pay-per-view exclusif à SmackDown
| #                                                                              | Événement                       | Ville                    | Lieu                  | Main Event | Spectateurs |
| ------------------------------------------------------------------------------ | ------------------------------- | ------------------------ | --------------------- | --- | ----------- |
| 1                                                                              | Fastlane (2015) 22 février 2015 | Memphis (Tennessee)      | FedExForum            | Roman Reigns contre Daniel Bryan dans un Match simple pour un match face à Brock Lesnar à WrestleMania 31 pour le WWE World Heavyweight Championship                  | 13 263      |
| 2                                                                              | Fastlane (2016) 21 février 2016 | Cleveland (Ohio)         | Quicken Loans Arena   | Roman Reigns contre Dean Ambrose contre Brock Lesnar (avec Paul Heyman) pour un match face à Triple H à WrestleMania 32 pour le WWE World Heavyweight Championship    | 14 446      |
| 3                                                                              | Fastlane (2017) 5 mars 2017     | Milwaukee (Wisconsin)    | Bradley Center        | Kevin Owens (c) contre Goldberg pour le WWE Universal Championship | 15 785      |
| 4                                                                              | Fastlane (2018) 11 mars 2018    | Columbus (Ohio)          | Nationwide Arena      | AJ Styles (c) contre Sami Zayn contre Kevin Owens contre Dolph Ziggler contre Baron Corbin contre John Cena dans un Six-Pack Challenge match pour le WWE Championship | TBD         |
| 5                                                                              | Fastlane (2019) 10 mars 2019    | Cleveland (Ohio)         | Quicken Loans Arena   | The Shield (Roman Reigns, Dean Ambrose et Seth Rollins) contre Baron Corbin, Drew McIntyre et Bobby Lashley                                                           |             |
| 6                                                                              | Fastlane (2021) 21 mars 2021    | St. Petersburg (Floride) | Tropicana Field       | Roman Reigns (c) contre Daniel Bryan pour le WWE Universal Championship                                                                                               |             |
| 7                                                                              | Fastlane (2023) 7 octobre 2023  | Indianapolis (Indiana)   | Gainbridge Fieldhouse | Seth Rollins (c) contre Shinsuke Nakamura pour le WWE World Heavyweight Championship                                                                                  |             |
| (c) – désigne le(s) champion(s) défendant son/leurs titre(s) pendant le match. |                                 |                          |                       | |             |